# Mirrorball: Live & More
| Recensione | Giudizio |
| ---------- | -------- |
| AllMusic   |          |

Mirror Ball: Live & More è il primo doppio album dal vivo del gruppo musicale britannico Def Leppard, pubblicato il 7 giugno 2011 dalla Frontiers Records. L'album è stato registrato durante il tour promozionale dell'album Songs from the Sparkle Lounge, tra il 2008 e il 2009. Oltre alle canzoni eseguite dal vivo, sono inclusi tre brani inediti registrati in studio e un DVD contenente alcuni filmati live e dietro le quinte.
L'uscita dell'album è stata annunciata il 22 febbraio 2011, ma circa un mese prima, il 26 gennaio 2011, il chitarrista Phil Collen ha dichiarato in un'intervista che la band aveva già scritto e cominciato a registrare le nuove canzoni, dicendo che la pubblicazione del disco era prevista per il maggio del 2011. La data d'uscita ufficiale è stata annunciata il 13 aprile 2011. L'album è stato pubblicato il 3 giugno 2011 in Austria, Germania e Svizzera, il 6 giugno nel resto dell'Europa, e il 7 giugno in Nord America. Negli Stati Uniti è stato distribuito esclusivamente nei negozi delle catene Walmart e Sam's Club.
Le tre nuove tracce includono Undefeated, pubblicata come singolo e composta dal cantante Joe Elliott, che l'ha descritta come «un grosso, epico, inno rock...una sorta di We Will Rock You con chitarre», così come It's All About Believin, scritta da Phil Collen, e Kings of the World, scritta dal bassista Rick Savage e descritta da Elliott come «una roba vocalmente molto simile ai Queen». La lista tracce completa è stata svelata il 7 aprile 2011.

## Tracce

### Disco 1
1. Rock! Rock! (Till You Drop) – 3:55 (Steve Clark, Rick Savage, Mutt Lange, Joe Elliott)
2. Rocket – 4:29 (Clark, Phil Collen, Elliott, Lange, Savage)
3. Animal – 4:02 (Clark, Collen, Elliott, Lange, Savage)
4. C'mon C'mon – 4:00 (Savage)
5. Make Love Like a Man – 5:56 (Clark, Collen, Elliott, Lange)
6. Too Late for Love – 5:17 (Clark, Lange, Willis, Savage, Elliott)
7. Foolin' – 5:06 (Clark, Lange, Elliott)
8. Nine Lives – 3:35 (Collen, Elliott, Tim McGraw)
9. Love Bites – 7:28 (Clark, Collen, Elliott, Lange, Savage)
10. Rock On – 5:10 (David Essex)

### Disco 2
1. Two Steps Behind – 4:29 (Elliott)
2. Bringin' On the Heartbreak – 5:08 (Clark, Pete Willis, Elliott)
3. Switch 625 – 4:14 (Clark)
4. Hysteria – 6:20 (Clark, Collen, Elliott, Lange, Savage)
5. Armageddon It – 5:19 (Clark, Collen, Elliott, Lange, Savage)
6. Photograph – 4:35 (Clark, Willis, Savage, Lange, Elliott)
7. Pour Some Sugar on Me – 5:05 (Clark, Collen, Elliott, Lange, Savage)
8. Rock of Ages – 6:11 (Clark, Lange, Elliott)
9. Let's Get Rocked – 6:11 (Collen, Elliott, Lange, Savage)
10. Action – 4:01 (Sweet)
11. Bad Actress – 3:31 (Elliott)
12. Undefeated – 4:40 (Elliott) – traccia inedita registra in studio
13. Kings of the World – 6:12 (Savage) – traccia inedita registrata in studio
14. It's All About Believin' – 4:22 (Collen, Jeffrey Lynn Vanston) – traccia inedita registrata in studio

Traccia bonus giapponese
1. Kings of the World – 4:22 (Savage) – versione acustica

## DVD
Dietro le quinte del tour promozionale dell'album Songs from the Sparkle Lounge, inclusi filmati di esibizioni dal vivo di:
- Rock! Rock! (Till You Drop)
- Armageddon It
- Pour Some Sugar on Me
- Hysteria

Videoclip:
- Nine Lives
- C'mon C'mon

## Formazione
- Joe Elliott – voce
- Phil Collen – chitarre
- Vivian Campbell – chitarre
- Rick Savage – basso
- Rick Allen – batteria

## Classifiche
| Classifica (2011)         | Posizione massima |
| ------------------------- | ----------------- |
| Australia                 | 80                |
| Canada                    | 14                |
| Germania                  | 46                |
| Messico                   | 88                |
| Regno Unito               | 73                |
| Stati Uniti               | 16                |
| Stati Uniti (independent) | 5                 |
| Stati Uniti (rock)        | 7                 |
| Stati Uniti (hard rock)   | 1                 |
| Svizzera                  | 51                |